# Венанго (Небраска)
Венанго (англ. Venango) — селище (англ. village) в США, в окрузі Перкінс штату Небраска. Населення — 157 осіб (2020).

## Географія
Венанго розташоване за координатами 40°45′43″ пн. ш. 102°2′28″ зх. д. / 40.76194° пн. ш. 102.04111° зх. д. (40.761976, -102.041035).  За даними Бюро перепису населення США в 2010 році селище мало площу 0,65 км², уся площа — суходіл. В 2017 році площа становила 1,96 км², уся площа — суходіл.

## Демографія
Згідно з переписом 2010 року, у селищі мешкали 164 особи в 74 домогосподарствах у складі 52 родин. Густота населення становила 254 особи/км².  Було 89 помешкань (138/км²).
Расовий склад населення:
| - 93,3 % — білих - 0,6 % — корінних американців - 6,1 % — осіб інших рас |

До двох чи більше рас належало 0,0 %. Частка іспаномовних становила 9,8 % від усіх жителів.
За віковим діапазоном населення розподілялося таким чином: 17,7 % — особи молодші 18 років, 57,9 % — особи у віці 18—64 років, 24,4 % — особи у віці 65 років та старші. Медіана віку мешканця становила 49,7 року. На 100 осіб жіночої статі у селищі припадало 105,0 чоловіків;  на 100 жінок у віці від 18 років та старших — 98,5 чоловіків також старших 18 років.
Середній дохід на одне домашнє господарство  становив 60 226 доларів США (медіана — 53 000), а середній дохід на одну сім'ю — 67 827 доларів (медіана — 54 000). Медіана доходів становила 39 205 доларів для чоловіків та 24 583 долари для жінок. За межею бідності перебувало 12,8 % осіб, у тому числі 45,5 % дітей у віці до 18 років та 0,0 % осіб у віці 65 років та старших.
Цивільне працевлаштоване населення становило 71 осіб. Основні галузі зайнятості: будівництво — 18,3 %, роздрібна торгівля — 15,5 %, освіта, охорона здоров'я та соціальна допомога — 12,7 %, оптова торгівля — 9,9 %.